# Curacautín
Caracatín é uma comuna do Chile, da Província de Malleco na IX Região de Araucanía.
A comuna limita-se: a oeste com Victoria; a norte com Collipulli e a Região de Bío-Bío; a leste com Lonquimay; a sul com Lautaro, Vilcún e Melipeuco.
Caracautín localiza-se próximo dos vulcões Tolhuaca, Lonquimay e Llaima, os quais podem ser vistos da cidade.